# Звичайна слава
«Звичайна слава» («Adı sənin, dadı mənim») — радянський телефільм 1980 року, знятий режисером Алекбаром Казимовським на Азербайджанському телебаченні.

## Сюжет
Телефільм про кумедні перипетії трійці Галяналі, Гамзи та Хамзи. Галяналі хоче одружитися з Гамзою через її майно і сад. Хамза — колишня дівчина Гамзи. В результаті Гамза одружується з Хамзом, а не з Галяналі.

## У ролях
- Сіявуш Аслан — Галяналі
- Насіба Зейналова — Гамза
- Азізага Касімов — Хамза
- Офелія Аслан — Сабіра
- Ельхан Агагусейнов — керівник
- Кюбра Дадашева — роль другого плану
- Атабаба Сафаров — роль другого плану
- Мустафа Сулейманов — роль другого плану
- Садагат Зульфугарова — роль другого плану
- Мірза Агабейлі — роль другого плану

## Знімальна група
- Режисер — Алекбар Казимовський
- Оператор — Вагіф Гасанов